# Поникве (Добрепоље)
Поникве (словен. Ponikve) је насеље и управно средиште општине Добрепоље, која припада Средњесловенској регији у Републици Словенији.
По попису становништва из 2011. године, насеље Поникве имало је 490 становника.